# Mesa de la Unidad Democrática

Leiders van de MUD (waaronder Lilian Tintori, Freddy Guevara, Jesús Torrealba en Julio Borges) vieren de uitslag van de parlementaire verkiezingen van december 2015, welke de alliantie een tweederdemeerderheid in het parlement opleverde.

Mesa de la Unidad Democrática (verkort MUD of Unidad, Nederlands "Tafel [in termen van comité of ronde tafel] van de Democratische Eenheid") is een Venezolaanse politieke alliantie. Deze werd in 2008 opgericht in oppositie tegen de toenmalige president Hugo Chávez.

## Leden
Tot de leden behoren zowel sociaaldemocratische en linkse partijen, zoals de Acción Democrática, Alianza Bravo Pueblo, La Causa Radical, Un Nuevo Tiempo, Avanzada Progresista, Movimiento Progresista de Venezuela en Voluntad Popular, als christendemocratische of liberale partijen van meer rechtse signatuur als COPEI, Vente Venezuela, Proyecto Venezuela en Primero Justicia. Over het algemeen wordt de MUD in mediaberichten beschreven als een "bourgeois" of centrumrechtse alliantie. Drie van de vier Venezolaanse partijen, die lid zijn van de Socialistische Internationale (SI), behoren tot de MUD-alliantie: Acción Democrática, Un Nuevo Tiempo en Voluntad Popular. Het vierde Venezolaans lid is de MAS-partij (Movimiento al Socialismo), een voormalig lid van de MUD.

## Samenstelling in detail
| Partij                                                              | Partij  | Nederlands                                                              | Partijleider               | Politieke richting   | Parlamentszetels 2016–2021 (MUD-zetels 109) |
| ------------------------------------------------------------------- | ------- | ----------------------------------------------------------------------- | -------------------------- | -------------------- | ------------------------------------------- |
| Primero Justicia                                                    | PJ      | Gerechtigheid Eerst                                                     | Henrique Capriles Radonski | liberaal             | 33                                          |
| Acción Democrática                                                  | AD      | Democratische Aktie                                                     | Henry Ramos Allup          | sociaaldemocratisch  | 25                                          |
| Un Nuevo Tiempo                                                     | UNT     | Een Nieuwe Tijdperk                                                     | Omar Barboza               | sociaaldemocratisch  | 18                                          |
| Voluntad Popular                                                    | VP      | Wil van het Volk                                                        | Leopoldo López             | sociaaldemocratisch  | 14                                          |
| La Causa Radical                                                    | LCR     | De radicale Zaak                                                        | Andrés Velásquez           | links                | 4                                           |
| Movimiento Progresista de Venezuela                                 | MPV     | Progressieve Beweging van Venezuela                                     | Simón Calzadilla           | centrumlinks         | 4                                           |
| Proyecto Venezuela                                                  | PRVZL   | Projekt Venezuela                                                       | Henrique Salas Feo         | conservatief         | 2                                           |
| Cuentas Claras                                                      | CC      | Heldere rekeningen                                                      | Vicencio Scarano Spisso    | centrumrechts        | 2                                           |
| Avanzada Progresista                                                | AP      | Progressieve Voortgang                                                  | Henri Falcón               | centrumlinks         | 2                                           |
| Vente Venezuela                                                     | VV      | Venezuela komt                                                          | María Corina Machado       | liberaal             | 1                                           |
| Allianza Bravo Pueblo                                               | ABP     | Alliantie van het moedige Volk                                          | Antonio Ledezma            | sociaaldemocratisch  | 1                                           |
| Gente Emergente                                                     | GE      | Opkomende mensen [in de zin van ontwikkeling]                           | José Aparicio              | sociaaldemoccratisch | 1                                           |
| Convergencia Nacional                                               | CN      | Nationale Convergentie                                                  | Juan José Caldera          | christendemocratisch |                                             |
| COPEI                                                               | COPEI   | Christelijke-sociale partij                                             | Roberto Enríque            | christendemocratisch |                                             |
| Movimiento por una Venezuela Responsable, Sostenible y Emprendedora | MOVERSE | Beweging voor een verantwoordelijke, duurzame en ondernemende Venezuela | Alexis Romero              | groen                |                                             |
| Movimiento Ecológico de Venezuela                                   | MOVEV   | Ecologische Beweging Venezuela                                          | Manuel Díaz                | groen                |                                             |

## Managementstructuur
Van 2014 tot begin 2017 was Jesús Torrealba, een voormalig communist, secretaris-generaal van de MUD. Op 17 februari 2017 besloot de MUD de functie van secretaris-generaal te vervangen door een operationeel "politieke commissie". Deze commissie bestaat uit vertegenwoordigers van de negen grootste partijen van de alliantie: Primero Justicia, Acción Democrática, Un Nuevo Tiempo, Voluntad Popular, Alianza Bravo Pueblo, Avanzada Progresista, Movimiento Progresista de Venezuela, La Causa Radical en Vente Venezuela.

## Algemene en presidentsverkiezingen
Tijdens de parlementsverkiezingen in 2010 behaalde de alliantie 47,2% van de stemmen (net achter de 48,3% van de regerende PSUV partij), maar vanwege het kiesstelsel en de verdeling in kieskringen leverde dit slechts 64 van de 165 zetels op in de eenkamerige nationale assemblee. De algemene verkiezingen van 2015 resulteerde in een electorale aardverschuiving toen de MUD-kieslijst de meeste stemmen ooit in de geschiedenis van Venezuela behaalde. Met 112 van de 167 afgevaardigden verwierf de alliantie een gekwalificeerde meerderheid van stemmen in de Nationale Assemblee.
Bij de presidentsverkiezingen in 2012 en 2013 was Henrique Capriles (Primero Justicia) kandidaat voor de electorale alliantie, maar hij werd verslagen door Hugo Chávez en door Nicolás Maduro. In 2013 was de nederlaag uiterst krap (50,8% versus 49%); de MUD beweerde dat er sprake was van fraude en erkende de uitkomst niet. Het Hooggerechtshof diskwalificeerde de MUD van deelname aan de presidentsverkiezingen van mei 2018. Dit besluit heeft de kiesraad (Consejo Nacional Electoral) vervolgens naast zich neergelegd.